# Dryolimnas cuvieri
Dryolimnas cuvieri е вид птица от семейство Rallidae.

## Разпространение
Видът е разпространен в Мадагаскар и Сейшелите.